# Panthère sportive du Ndé
Maillots
Actualités
La Panthère sportive du Ndé alias Nzuimanto (panthère en langue Bangangté) est un club de football évoluant dans le championnat camerounais, basé à Bangangté, chef-lieu du département du Ndé, région de l'Ouest du Cameroun. Le club évolue au championnat professionnel de Ligue 1 de 2019 à 2021.

## Histoire
Issu de la fusion, initiée en 1952 et effective en 1955, de trois équipes de football du Ndé : Vent, Rafale et une autre formation, le club prend le nom de Panthère (en langue locale : Nzui Manto).
L'indépendance perturbe et interrompt la saison 1959-1960. Les activités reprennent avec la saison 1962-1963. Sous le Dr Sandjong Joseph, l'équipe accède pour la première fois en Première Division Nationale unique en 1965. Elle est reléguée en 1968-1969 en 2e Division avant la remontée en 1970.
Le Député Nzouessa Jean Lebrun est président. En 1972, à la suite de litiges sur les recettes du stade, l'équipe retombe en D2.
Plus de 10 ans après, au cours de la saison 1982-1983, avec Djimi Martin et l'entraîneur Bissaya, le club retrouve la D1. Les entraîneurs Kaba Jean (Baba Diop), Michel Mendencol redynamisent l’équipe. Djimi Martin démissionne en fin de saison 1986.
L'équipe remporte la Coupe du Cameroun de Football en 1988, le premier trophée de l’Ouest.
Après différents scandales, les fonds de l’Association Panthère Sportive du Ndé disparaissent. À la fin de la saison 1995-1996, un congrès extraordinaire supprime le Conseil d'Administration et revient au système de la Présidence. La transition entre le colonel Tchatchou et Feutheu Jean Claude est violente. Le désordre mène l'équipe à la relégation en 2e division à la fin de la saison 1998-1999.

## Palmarès
La Panthère sportive du Ndé a remporté par deux fois la Coupe du Cameroun, en 2009 et en 1988, respectivement contre Astres de Douala (3 buts à 2) et contre Racing de Bafoussam (1 but à 0).
Ces deux performances ont permis à la Panthère sportive du Ndé de représenter le Cameroun aux compétitions africaines de clubs vainqueurs de coupes.  
- Coupe du Cameroun : (2)
  - Vainqueur : 1988 et 2009.
  - Finaliste : 2014 et 2015.

- Championnat du Cameroun D2 (2)
  - Vainqueur : 2008 (Zone II), 2019
  - Vice-champion de l'élite two 2023-2024
  - Vice-champion de l'élite one 1990

## Anciens joueurs
- Guy-Noël Tapoko
- Bachirou Salou
- Charley Fomen